# Dömsödi Gábor
Dömsödi Gábor (Budapest, 1957. augusztus 1. –) magyar közgazdász, újságíró, Bokor község (2003–2006, 2011–2014, valamint 2024– ) illetve Pásztó város (2014–2018) polgármestere.

## Életpályája
Francia nyelvtagozaton érettségizett, és a Marx Károly Közgazdaságtudományi Egyetemen szerzett diplomát közlekedés-marketing szakon.
Az egyetemmel párhuzamosan a Volán Elektronikában dolgozott operátorként és szervezőként, majd három kollégájával 1981-ben megalapította a Hardwork-Software GM-et, a későbbi Microsystem Rt. egyik elődjét. Elvégezte a Magyar Rádió stúdióját, és a MÚOSZ iskolájában újságíródiplomát szerzett.
1983-ban a Rádió Krónika rovatánál kezdett dolgozni. A 168 Óra politikai magazin állandó munkatársa volt. 1986-ban az MTV Híradó munkatársaként riporter lett, és a szombat délutáni Híradó, valamint a 2–3. kiadás műsorvezetője lett.
1989. január 1-jén az akkor alakuló m2-höz igazolt. Szerkesztő-műsorvezetője volt Magyarország első autós műsorának, az Autó2-nek.
Még a Rádióban megismert kollégájával (Friderikusz Sándor) 1990 szeptemberében megalapították a Dömsödi és Friderikusz Produkció Kft-t. Dömsödi lett az ügyvezető; ez a cég gyártotta az Autó2 című autós magazint és a Friderikusz Show-t, amely minden idők magyar nézettségi rekordját tartja. Az m1-en vezette a Napközi című délelőtti műsort.
Az ős m2 elhalása után magazinműsorokat vezetett, és ő lett a Telemázli műsorvezetője. Ezzel egy időben felkérték a Főtér műsorvezetésére is.
Az addigi műsort, szerkesztő és rendező kollégájával teljesen – a mai napig sikeres formájára – alakították, és három éven át vezette.
Miután nem értett egyet azzal, hogy a főszerkesztő átpolitizálná a műsort, távozott, és hátat fordított a televíziónak, saját autós lapot adott ki A+ (Autó Plusz) néven. Dömsödi cége, a Második Produkció Kft. lett a MOL belső lapjának a kiadója is. Ő volt a MOL „névadója” is, és számos reklámfilmet is gyártott a cégnek, mint például a nagy sikerű Dallas főszereplőjével, Larry Hagmannel készített spotot.
2001 őszén indult a NÉVshowR a Magyar Televízióban, ennek társműsorvezetésére kérte fel a producer Dömsödit. A műsor hamar sikeres lett, utóbb az MTV akkori legnézettebb műsoraként búcsúzott a csatornától. Dömsödi Gábor a következő években az ATV-n ért el nézettségi rekordokat, ahol a Névshowrt és a Párshow című kvízműsor vezetését vállalta el. Dömsödi egy alkalommal elindult az MTV elnöki székéért is, de alulmaradt.
Az 1990-es években Solymáron élt, majd a Nógrád megyei Bokor községbe költözött, ahol több ciklusban (2003–2006 között, illetve 2011-től) a falu független polgármesterévé választották. 2014-ben a Nógrád megyei Pásztó polgármesterévé választották meg. Dömsödi Gábor jelenleg újságíróként, kiadóként dolgozik.
A 2018. április 12-én megtartott városi közgyűlés keretében Farkas Attila, volt alpolgármester, (Fidesz) önkormányzati képviselő kért szót, ügyrendi kérdésben. Javasolta a független Dömsödi Gábornak, hogy mondjon le tisztségéről. Ezt követően jelen lévő önkormányzati képviselők felálltak, és elhagyták az ülést. Dömsödi Gábor nem mondott le tisztségéről, ezért a képviselő-testület feloszlatta magát. Augusztus 12-én választottak polgármestert, valamint képviselő-testületi tagokat a helyiek. Dömsödi 2018. augusztus 12-én, elvesztette a polgármester választást, utódja Farkas Attila (Fidesz) 1888 szavazatot kapott, 106-tal többet, mint Dömsödi Gábor és ezzel polgármesterré választották.
A 2021-es magyarországi ellenzéki előválasztáson a Nógrád megyei 1. sz. országgyűlési egyéni választókerületben indult az Új Világ Néppárt jelöltjeként.
2024-ben ismét Bokor község polgármesterévé választották. 

## Családja
Nős, Dávid fia 1987-ben, Dóra leánya pedig 1992-ben született.

## Műsorai
- Híradó
- Autó2
- Napközi
- Telemázli
- Főtér
- Quizfire
- NÉVshowR
- Párshow
- Összezárva Hajdú Péterrel
- Full HD (Havas és Dömsödi)
- Dömsödi magában
- Aktuál, Fórum (ATV)[11]

## Könyve
- Friderikusz és Hajdú serpája voltam; Digitalbooks.hu, Budapest, 2013